# ホセ・ヘロニモ・トリアーナ

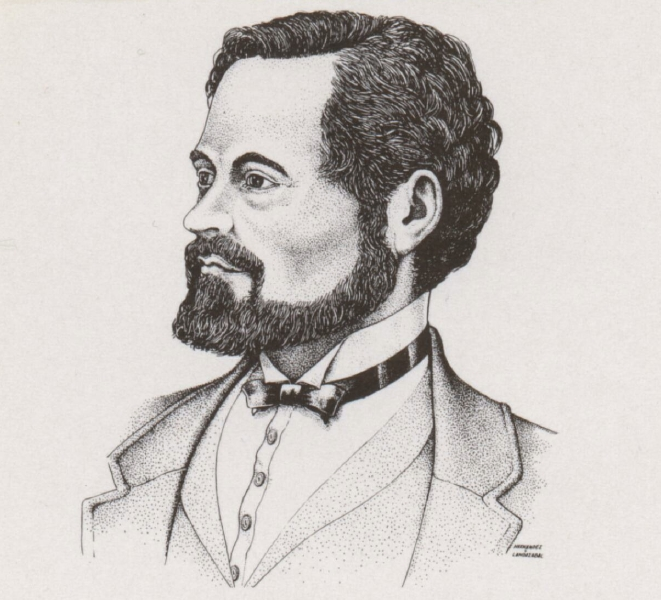
José Jerónimo Triana.

ホセ・ヘロニモ・トリアーナ・シルバ（José Jerónimo Triana Silva、1828年5月22日 - 1890年10月31日）はコロンビアの植物学者、医師である。

## 生涯
ボゴタで豊かではないが名家で生まれた。両親は有名な教育家で、ヨハン・ハインリヒ・ペスタロッチの教育法の紹介や、子供のための創造的な教育法についての著書を著した。 colegio del Espíritu Santoで Lorenzo María Llerasのもとで学んだ。1851年に 国の植物委員会に参加し、1857年まで働き、2200種の植物を掲載する植物図鑑の編集をおこなった。
1857年に結婚した後、フランスに渡り、プランション（Jules Émile Planchon）やランダン（Jean Jules Linden）らの著名な植物学者と交際し、南アメリカのヌエバ・グラナダの有用植物の研究を行った。政府の援助の乏しい中、"Enumeración de las plantas de Nueva Granada" (1862–1867)を出版した。
1874年から、パリのコロンビア総領事を務め、多くのヨーロッパの植物学会、園芸協会の会員に選ばれ、植物学会の会議に参加した。1867年と1878年のパリ万国博覧会では植物標本の展示で賞を得た。1889年の博覧会には政府の援助がなかったにもかかわらず、博覧会にコロンビアの人々から集めた展示品を展示して参加した。
フランスで販売される一連の薬品を開発し、コロンビアの学校のためにいくつかの教科書も執筆した。

## 著書
- Nuevos géneros y especies de plantas para la flora neogranadina (1855)
- Flora colombiana (1856)
- Monografía de las gutíferas (1856)
- Enumeración de las plantas de Nueva Granada (1862–1867)